# 李影 (香港演員)
李影（英語：Violet Lee Yang，1951年8月7日—2024年2月25日），香港女演員，前麗的電視、亞洲電視、無綫電視及香港電視網絡女藝員。

## 簡介
李影在香港出生及長大，有一名胞弟，父親經營塑膠生意，她早年元朗區近藍地一帶的鄉郊地區居住，7至8歲移居九龍窩打老道，就讀官立小學及英文中學，喜歡參與課外活動而讀書成績較差。尚未中學畢業，即香港中學會考放榜前便任職香港保護兒童會，在黃大仙區的幼兒學校以姑娘身份負責照顧身體有缺陷的兒童約2至3個月。後來於1970年在朋友提議下報讀麗的映聲第5期藝員訓練班（由有線麗的映聲轉型為無線麗的電視之前最後一期訓練班），1971年畢業後為了改變工作環境，於是接受電視台邀請，被羅致為基本合約藝員。當年她的同期同學計有沈小蘭、劉松仁、麥當雄、韓義生等人。她入行初年被調到配音組工作，配演外購動畫，半年後才被演員、1970年代成為麗的電視宣傳部高層的張清建議調回戲劇組。
李影於1973年已薄有名氣。當時演員兼導演陳鴻烈找她參演由他執導的電影《沖天炮》；由於認為李影的名字帶點男性化，而且多於一人使用，因此有意為她另改藝名。然而李影當時已成名，陳鴻烈打消有關念頭。而「李影」是一個真名，加入演藝圈後才知道同期已有一名活躍於國語片及粵語片電影圈的男演員李影。在1975年至1979年間，她先後5次於《華僑晚報》十大明星選舉獲選為十大電視明星。
李影在麗的電視主演過不少劇集，成為麗的當家花旦之一。1973年之前於劇集飾演丫鬟一類角色參演，1973年演出《黛綠年華》而被人認識。1975年，麗的電視曾安排李影連同鍾叮噹、南鳳及盧愛蓮組成四人女子音樂組合紫荊花合唱團，以對撼無綫電視翡翠台晚間綜藝節目《歡樂今宵》的四人女子音樂組合四朵金花。至1988年，李影因移民加拿大溫哥華而淡出。契機源於一次黃淑儀與移民官談及移民話題的場合；李影在知悉藝人可以自僱移民方式移民和生下女兒後便隨藝人移民海外熱潮赴加生活。她在當地主要參與慈善活動和相夫教子。於1990年代，香港製作人通過李影女兒邀請李影以自由身替亞洲電視拍了一套劇集《樓下伊人》和無綫電視拍了《阿Sir早晨》和《親恩情未了》（她是目前唯一一位女演員曾先後飾演黎明和鄭秀文母親），又在2006年客串演出亞洲電視劇集《危險人物》。她其後於1996年獲得中國文藝協會頒發的中國文藝獎章電影表演獎。2003年與兩名女兒回流香港生活至今。此後間中拍攝一些劇集或電影，如於2014年吳家麗透過香港電視網絡找她拍攝電影《有客到》。之後既過著退休生活，又會回加拿大與朋友聚會。
2024年2月，李影在位於加拿大列治文的寓所跌倒後，由上門探訪的當地朋友發現其說話模糊、臉帶瘀青，遂報警求助，最終不治，享年70歲。其死訊後於2024年2月25日經藝人好友黃淑儀證實。

## 個人生活
李影曾與藝人劉松仁拍拖7年。於1984年與香港製衣商人沈海鍵結婚，但於1992年離異。二人育有二個女兒，長女沈穎婷曾參選2004年香港小姐，是前無綫電視、亞洲電視、香港電視網絡及英皇集團藝人，現為國泰航空空中服務員。1988年李影因黃淑儀的介紹而移民溫哥華。

## 演出作品
*以下列表只記錄李影演出過的電視劇作品；若有遺漏，請協助補充相關資料。

### 電視劇（麗的電視/亞洲電視）
| 首播   | 名稱                        | 角色           | 備註         |
| 1973年 | 黛綠年華                    |                |              |
| 1974年 | 星星月亮太陽                | 馬秋明（月亮） |              |
| 1975年 | 别後                        | 舒珍           |              |
| 1976年 | 半生緣（1976年電視劇）      | 顧曼楨         |              |
| 1976年 | 靜默的革命                  |                |              |
| 1976年 | 三國春秋                    | 孫夫人         |              |
| 1976年 | 十大刺客之秋瑾              | 珍妃           |              |
| 1976年 | 錦繡人生之心願              | 李綉文         |              |
| 1977年 | 浪淘沙                      | 林雪蓮         |              |
| 1977年 | 七武器之孔雀翎              | 雙雙           |              |
| 1977年 | 七武器之長生劍              | 袁紫霞         |              |
| 1977年 | 電視人                      | 陸婉雯         |              |
| 1977年 | 大件事                      | 方明珠         | 第8集 - 心魔 |
| 1978年 | 李後主                      | 小周后         |              |
| 1978年 | 巨星                        | 阮玉玲         |              |
| 1979年 | 奇女子                      | 簡若琪         |              |
| 1979年 | 大白鯊                      | 朱淑莊         |              |
| 1980年 | 人在江湖                    | 李潔瑩         |              |
| 1980年 | 大地恩情之金山夢            | 梅秀姑         |              |
| 1981年 | 大控訴                      | 梁楚君         |              |
| 1981年 | 遊俠張三丰                  | 花萬紫         |              |
| 1981年 | 伏虎                        | 陳紫鳳         |              |
| 1982年 | 禿鷹                        | 董秀慧         |              |
| 1982年 | 家春秋                      | 李瑞珏         |              |
| 1982年 | 再生戀                      | 蔡月明         |              |
| 1983年 | 唐伯虎三戲秋香              | 趙玉君         |              |
| 1983年 | 八美圖                      | 馮念祖         |              |
| 1983年 | 再向虎山行                  | 李夢影         |              |
| 1983年 | 洋蔥花                      | 林楓           |              |
| 1984年 | 101拘捕令第三輯之勇敢新世界 | 韋雪茵         |              |
| 1990年 | 樓下伊人                    | 陸伊人母親     |              |
| 2006年 | 危險人物                    | 馮玉嬌         |              |
| 2010年 | 法網群英                    | 秋官           |              |

### 電視劇（香港電台）
| 首播   | 名稱         | 角色         | 備註                       |
| 1974年 | 獅子山下     |              | 〈醒覺〉單元               |
| 1974年 | 獅子山下     | 〈苦果〉單元 |                            |
| 1975年 | 獅子山下     |              | 〈夜〉單元                 |
| 1975年 | 獅子山下     | 〈小寶〉單元 |                            |
| 2015年 | 獅子山下2015 |              | 〈鬼收樓〉單元             |
| 2016年 | 有倉出租     | 宋愛玲       | 第12集                     |
| 2022年 | 獅子山下2022 |              | 〈紅花樹下〉單元（上、下） |

### 電視劇（無綫電視）
| 首播   | 名稱       | 角色   | 備註 |
| 1987年 | 正印冤家   | 肖艷儂 |      |
| 1994年 | 阿SIR早晨  | 沈婷   |      |
| 1995年 | 親恩情未了 | 何亚春 |      |

### 電視劇（其他）
| 首播   | 名稱     | 角色   | 備註         |
| 2014年 | 選戰     | 岑雪麗 | 香港電視網絡 |
| 2020年 | 好人好姐 | 李婆婆 | ViuTV        |

### 電影
- 1973年 逼虎跳牆
- 1974年 沖天炮
- 1975年 驅魔女 飾 王麗麗
- 1975年 小山東到香港
- 1976年 星座奇趣錄
- 1977年 鬼域
- 1977年 功夫小子
- 1977年 亂龍搏懵
- 1978年 狼來了
- 1980年 小小羊兒要回家
- 1981年 灰靈
- 1982年 獸心
- 2015年 有客到 飾 Isabella母親
- 2020年 逃獄兄弟 飾 浩正母親
- 2023年 12日 飾 郭綺南之母親

## 綜藝節目
- 2020年 流行經典50年（無綫電視）

## 外部連結
- 李影在香港影庫上的簡介